# Rêverie (pièce pour piano)
Ne doit pas être confondu avec Rêverie (mélodie) ou Rêverie (Scriabine).
Rêverie est une pièce pour piano de Claude Debussy composée en 1890.

## Présentation
Rêverie est composé en 1890. L’œuvre est éditée par Choudens en 1891, paraît dans le supplément musical de L'Illustration (no 2751) du 16 novembre 1895, puis chez E. Fromont en 1905. 
Claude Debussy, dans une lettre écrite à Mme Fromont en 1905, qualifie sa partition « de chose sans importance, faite très vite pour rendre service à Hartmann ; en deux mots : c'est mauvais ». 
La pièce est cependant célèbre et connaît de multiples transcriptions, notamment pour violon et piano par Alberto Bachmann (Fromont, 1912), pour piano à quatre mains par Henri Woollett (Fromont, 1913) ou pour violoncelle et piano par Ferdinando Ronchini (Fromont, 1914), notamment. 
La première audition publique connue de l’œuvre est donnée le 27 février 1899 par la pianiste Germaine Alexandre.   

## Analyse
Rêverie est pour le musicologue Harry Halbreich « un petit morceau fort agréable et bien sonnant, d'un charme mélodique un peu facile, mais certain, d'une écriture pianistique élégante et légère ».
Guy Sacre considère qu'il faut « un grand interprète pour dissimuler le côté sirupeux de cette pièce d'autant plus célèbre qu'elle flatte éhontément la sensiblerie de tout un chacun ». Néanmoins, il souligne que le début de l’œuvre, en particulier, est « joliment trouvé » avec sa « mélodie (en fa majeur, andantino sans lenteur), qui s'épand sur une pédale de si  (sous-dominante), avec ces syncopes de l'accompagnement qui finissent par perdre le sentiment de la mesure », tout comme, après un intermède central en mi majeur qui évoque Grieg et Borodine, le « retour du thème initial en voix médiane, dans le lacis d'arpèges des parties extrêmes ».
La durée d'exécution moyenne de la pièce est de cinq minutes environ.
Dans le catalogue des œuvres du compositeur établi par le musicologue François Lesure, la Rêverie pour piano porte le numéro L 76 (68) .

## Discographie
- Debussy : Piano works Vol. 1, François-Joël Thiollier (piano), Naxos 8.553290, 1995[6].
- Debussy : Complete Works for Piano, Volume 3, Jean-Efflam Bavouzet (piano), Chandos Records CHAN 10467, 2008[7].
- Debussy : The Solo Piano Works, Noriko Ogawa (piano), BIS Records CD 1955/56, 2012[8].
- Debussy : Early and late piano pieces, Steven Osborne (piano), Hyperion Records CDA 68390, 2022[9].
- Claude Debussy : The complete works, CD 1, Aldo Ciccolini (piano), Warner Classics, 2018[10].